# Phimodera flori
Phimodera flori – gatunek pluskwiaka z podrzędu różnoskrzydłych i rodziny żółwinkowatych. Zamieszkuje palearktyczną Eurazję od Francji po Syberię i Mongolię.

## Taksonomia
Gatunek ten opisany został po raz pierwszy w 1863 roku przez Franza Xavera Fiebera. Jako miejsce typowe wskazano Elgavkrasti na Łotwie. Epitet gatunkowy nadano na cześć Gustava Flora.

## Morfologia
Pluskwiak o krótkim i stosunkowo szerokim ciele długości od 4,9 do 7,2 mm. Ubarwienie ma zmienne; zwykle wierzch ciała jest szarobrązowy z czarnym wzorem, ale może być też niemal całkiem czarny z nielicznymi jaśniejszymi plamkami i smugami. Oskórek pokryty jest gęstym punktowaniem oraz słabo zaznaczonym, krótkim, szarym owłosieniem. Głowa ma obrys czworokątny z silnie wystającymi ku bokom, umieszczonymi na szypułkach oczami złożonymi. Szerokość oka złożonego jest nie mniejsza niż odległość między nim a przyoczkiem oraz od 4 do 5 razy mniejsza niż odległość między nim a drugim okiem złożonym. Policzki są krótsze od nadustka i mają wierzchołki w widoku bocznym niewystające poza górny zarys głowy. Przedplecze ma brzegi tylno-boczne lekko wcięte, wskutek czego jego boczne naroża są słabo wystające. Tarczka zakrywa niemal cały odwłok. Listewki brzeżne odwłoka mają w tylno-bocznych narożach segmentów widoczne z góry, odstające guzki. Odnóża wszystkich par cechują się krętarzami pozbawionymi guzków i wyrostków.

## Ekologia i występowanie
Owad ten zasiedla tereny piaszczyste, chętnie śródlądowe wydmy. Pędzi skryty tryb życia. Bytuje u podstawy traw z rodzaju szczotlicha, najczęściej szczotlichy siwej. Zwykle przebywa płytko zagrzebany w piasku, tylko przy wysokich temperaturach wychodząc na powierzchnię. Żeruje na korzeniach i opadłych na glebę nasionach. Stadium zimującym są postacie dorosłe. Kopulacje odbywają się w maju i czerwcu na powierzchni gleby.
Gatunek palearktyczny. W Europie znany jest z Francji, Niemiec, Włoch, Danii, Łotwy, Polski, Czech, Węgier, Grecji oraz europejskiej części Rosji. W Azji stwierdzono jego występowanie w Gruzji, Kazachstanie, Mongolii i na Syberii.
W Polsce jest owadem bardzo rzadko spotykanym; wszystkie jego rekordy pochodzą z XX wieku, większość z Doliny Wisły. Na „Czerwonej liście gatunków zagrożonych Republiki Czeskiej” umieszczony jest jako gatunek krytycznie zagrożony wymarciem (CR).